# مقیاس روسی–فورل
مقیاس روسی–فورل (به انگلیسی: Rossi–Forel scale) یکی از نخستین مقیاس‌های لرزه‌ای بود که شدت زمین‌لرزه را نشان می‌داد. این مقیاس توسط میکله استیفانو کونته د روسی از ایتالیا و فرانسوا-آلفونس فورل از سوئیس در اواخر سدهٔ نوزدهم میلادی پدید آمد و به مدت تقریباً دو دهه تا زمان معرفی مقیاس شدت مرکالی در سال ۱۹۰۲ مورد استفاده قرار می‌گرفت.
این مقیاس همچنان مورد استفادهٔ برخی کشورها از جمله فیلیپین است.
نسخهٔ ۱۸۷۳ مقیاس روسی–فورل ۱۰ دارای ۱۰ درجهٔ شدت بود:
| درجه مقیاس                | وضعیت زمین |
| I. لرزش ریزلرزه‌ای         | توسط یک لرزه‌نگار یا لرزه‌نگارهایی که مدلشان یکسان است ثبت می‌شود، اما نه توسط چندین لرزه‌نگار با مدل‌های مختلف. شوک توسط ناظر مجرب احساس می‌شود.                                   |
| II. لرزش به‌شدت ضعیف       | توسط چندین لرزه‌نگار با مدل‌های مختلف ثبت می‌شود. تنها توسط عده‌ای قلیلی که در حال استراحت‌اند احساس می‌شود.                                                                        |
| III. لرزش ضعیف            | توسط چندین فرد در حال استراحت احساس می‌شود. از نظر جهت یا مدت به اندازهٔ کافی قوی هست تا محسوس در نظر گرفته شود.                                                                |
| IV. لرزش ملایم            | توسط افراد در حال حرکت احساس می‌شود. آشفتگی اشیای تکان‌دادنی، درها، پنجره‌ها و ترک برداشتن سقف.                                                                                  |
| V. لرزش متوسط             | عمولاً همه احساسش می‌کنند. آشفتگی اسباب اثاثیه. برخی از زنگ‌ها (زنگوله‌ها) به صدا در می‌آیند.                                                                                      |
| VI. لرزش قوی              | از خواب برخاستن عموم افراد. به صدا درآمدن عموم زنگ‌ها (زنگوله‌ها). نوسان لوسترها، توقف ساعت‌ها، سراسیمگی آشکار درخت‌ها و بوته‌ها. برخی از افراد وحشت‌زده سکونتگاهشان را ترک می‌کنند. |
| VII. لرزش بسیار قوی       | واژگونی اشیای تکان‌دادنی، ریزش گچ‌ها، به صدا درآمدن ناقوس‌ها. وحشت‌زدگی عمومی. ساختمان‌ها آسیبی نمی‌بینند.                                                                          |
| VIII. لرزش مخرب           | ریزش دودکش‌ها، ترک برداشتن دیوارهای ساختمان‌ها. |
| IX. لرزش ویرانگر          | تخریب نسبی یا کلی برخی از ساختمان‌ها. |
| X. لرزش با شدت بسیار بالا | فاجعه‌ای بزرگ. ویرانی. آشفتگی لایه‌های زمین. شکاف‌ها بر روی سطح زمین. ریزش سنگ‌های کوه‌ها.                                                                                         |